# Gömböchangyaformák

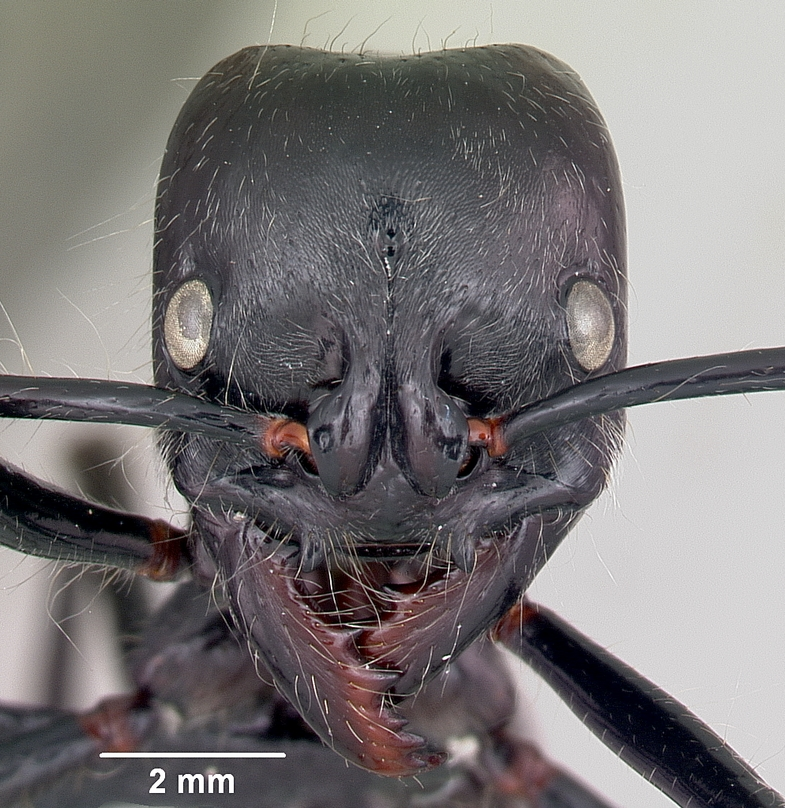
Dinoponera lucida feje elölnézetben

A gömböchangyaformák (Proceratiinae) a hártyásszárnyúak (Hymenoptera) fullánkosdarázs-alkatúak (Apocrita) alrendjébe sorolt hangyák (Formicidae) családjának egyik kisebb alcsaládja két nemzetség összesen négy nemével.

## Származásuk, elterjedésük
A „barázdáshangya-típusú” (poneromorf) hangyák közé tartoznak. Ennek a csoportnak a névadó barázdás- és a gömböchangyákon túl még számos, viszonylag kis fajszámú alcsaládja van, de azok fajai nálunk nem élnek.
Az alcsalád egyetlen, Magyarországon is honos faja a közönséges gömböchangya (Proceratium melinum). Hazai előfordulását Szabó-Patay József mutatta ki.

## Megjelenésük, felépítésük
Ezek jellegzetessége, hogy az egyszelvényű potrohnyelet a potrohon a következő szelvény után egy mély befűződés követi.

## Életmódjuk, élőhelyük
Ragadozók. A potrohnyél utáni mély befűződés rendkívül hajlékonnyá teszi őket, aminek eredményeként a rágóikkal megfogott zsákmányt a fullánkjukkal könnyen meg tudják szúrni. Kis kolóniáik kicsik, és az államalapító királynők, majd később a dolgozók magányosan járnak vadászni (Tartally).
Lárváik kokonban bábozódnak. de a kokont nem tudják megszőni (Tartally), ha a dolgozók nem hordanak köréjük törmeléket (például egy kevés tőzeget).

## Rendszertani felosztásuk
Az alcsaládot két nemzetségre bontják összesen négy nemmel:
- Gömböchangya-rokonúak nemzetsége (Proceratini) két recens és egy kihalt nemmel:
  - Discothyrea
  - Gömböchangya (Proceratium)
  - †Bradoponera

- Probolomyrmecini nemzetség (Perrault, 2000) egy nemmel:
  - Probolomyrmex